# Svea trängkårs församling
Svea trängkårs församling var en militärförsamling vid Svea trängkår från 1905 till 30 april 1927 som från 1907 var stationerad i Örebro län. Församlingen bildades i Stockholm 1888 för Trängbataljonen, som 1891 ombildades till Svea trängbataljon som 1902 ombildades till Första Svea trängkår, som 1905 blev Svea trängkår.
I och med försvarsbeslutet 1925 avvecklades de flesta militärförsamlingar och församlingen lades ned den 30 april 1927.